# Seznam švicarskih botanikov
Seznam švicarskih botanikov.

## B
- Charles Bonnet (1720-1793)
- Johann Büttikofer (1850-1929)

## H
- Albrecht von Haller (1708-1777)
- Gustav Hegi (1876-1932)
- François Huber (1750-1831)

## N
- Carl Nägeli (1817–1891)

## P
- Paracelzij (1493-1541)

## R
- François-Jules Pictet de la Rive (1809-1872)
- Eugene Renevier (1831-1906)

## S
- Horace-Bénédict de Saussure (1740-1799)
- Simon Schwendener (1829–1919)